# Африканская ферма
«Африканская ферма» (дат. Den afrikanske farm) — автобиографический роман датской писательницы Карен Бликсен о жизни в Кении с 1914 по 1931 год.
Опубликован в 1937 году: сначала на английском языке под псевдонимом Исак Динесен и названием Из Африки (Out of Africa), а чуть позже — на датском (перевод осуществила сама Бликсен, при этом внеся ряд изменений). В 1985 году по книге снят фильм «Из Африки», который получил премию «Оскар» как лучшая кинолента года.
Роман рассказывает о событиях, которые произошли во время пребывания Бликсен в Кении (не всегда в хронологической последовательности). Карен жила там около полутора десятков лет (первые несколько лет вместе со своим мужем, бароном Брором фон Бликсеном), управляя кофейной плантацией у подножия холмов Нгонг. После расставания с мужем Бликсен сблизилась с пилотом и путешественником Денисом Финчем-Хаттоном. После его гибели в авиакатастрофе и банкротства фермы Карен покинула Африку.
Основной темой романа является любовь Бликсен к «чёрному континенту»: по её мнению, Африка сумела сохранить свои близкие отношения с Богом, потому что африканцы более тесно связаны с природой, чем европейцы.
Существа два перевода романа на русский язык, оба — с английского варианта.
По мнению критика Михаила Новикова, «скромная Карен Бликсен где-то на боковой дорожке вне приветственных криков толпы и завистливой одышки братьев по перу обошла очень многих в XX веке — всех „колониальных“ авторов и чуть ли не всех авангардных. Первых потому, что смотрела на жизнь совсем других, чернокожих людей внимательно и без какого бы то ни было предубеждения. Вторых потому, что самой авангардной и экстравагантной оказалась, как обычно, сама жизнь».